# Charles Dereine
Charles Antoine Joseph Dereine (Doornik, 19 augustus 1818 - 23 mei 1909) was een Belgisch volksvertegenwoordiger en magistraat.

## Levensloop
Dereine was een zoon van griffier en rechter Eugène Dereine (1778-1851) en van Sophie Macau (1784-1863). Zelf bleef hij vrijgezel.
Hij promoveerde tot doctor in de rechten (1840) aan de Katholieke Universiteit Leuven. Van 1840 tot 1852 was hij advocaat aan de balie van Brussel.
Hij verhuisde toen naar zijn geboortestad en doorliep er een loopbaan in de magistratuur:
- griffier (1852-1867),
- ondervoorzitter van de rechtbank van eerste aanleg (1867-1870),
- voorzitter van de rechtbank van eerste aanleg (1870-1888).

Van 1866 tot 1872 was hij gemeenteraadslid van Doornik.
In 1890 - hij was toen al 72 - werd hij verkozen tot liberaal volksvertegenwoordiger voor het arrondissement Doornik en vervulde dit mandaat tot einde 1894.